# Pellenes logunovi
Pellenes logunovi es una especie de araña saltarina del género Pellenes, familia Salticidae. Fue descrita científicamente por Marusik, Hippa, Kopponen en 1996.
Habita en Rusia.